# Guérin de Provence
Guérin de Provence (? - 853) appelé aussi Garin, Warin ou Werner (en latin : Guarnarius ou Werinus), fils de Warin Ier d'Auvergne, est un comte d'Auvergne (Guérin II), de Chalon, d'Autun, d'Arles et de Provence. 
Selon la tradition médiévale, il ferait partie des douze preux de Charlemagne. 

## Biographie
En 825 il a le titre de comte de Mâcon. En 834, soutenant alors le parti de l’empereur, il défend sa ville de Chalon-sur-Saône contre une attaque de Lothaire qui s’en empare après quelques jours de combats. Un fils de Guillaume de Gellone, Gaucelme, est du nombre des défenseurs qui y perdent la vie : il a la tête coupée. Sa sœur, Gerberge, est noyée dans la Saône. Guérin sauve sa tête en « embrassant lâchement le parti de Lothaire ». Cette trahison lui vaut la perte de ses honneurs. 
Plus tard, il fait sa soumission et choisit le parti de la fidélité. Rentrant en grâce, il retrouve le comté de Mâcon, y ajoute le comté d’Autun et l’Auxois et est désigné « Recteur de Flavigny ». Puis il est nommé duc de Toulouse à la place du frère de Gaucelme, Bernard de Septimanie, qui est destitué et exécuté par Charles le Chauve en 844. Ce dernier trouve le soutien du comte Guérin dans la lutte qu’il mène lors d’une révolte des Aquitains et c’est à Guérin que Charles doit sa victoire à la bataille de Fontenoy-en-Puisaye en 841.
À cette date, il porte le titre de duc de Provence d'après les Chroniques Aquitaines,. Le comte Guérin meurt en 853. Son œuvre est poursuivie par son fils Isembart (en), qui « hérite des mêmes comtés dans lesquels il exerce la fonction de missus dominicus avant toutefois de périr assiégé devant Chalon-sur-Saône par son roi qui lui reproche d'être rebelle à son autorité » en 859.
Les sources primaires relatives à sa vie se trouvent dans des chartes et chroniques telles que la Vita Hludovici ou Vita Hludovici Imperatoris, une biographie anonyme de Louis le Pieux, empereur d'Occident et roi des Francs de 814 à 840.